# Jaume Berenguer i Amenós
Jaume Berenguer i Amenós (Belltall, Conca de Barberà, 10 d'abril de 1915 - Barcelona, 6 de gener de 1974) va ser un destacat hel·lenista català, traductor de Història de la Guerra del Peloponès de Tucídides al català.

## Biografia[calcitació]
Tot i l'ambient camperol que envoltava la seva infantesa, de molt petit va manifestar una clara voluntat de fer camí en els estudis. Així, cap al 1924, amb 9 anys, va anar diàriament i caminant, durant tot un curs escolar, al poble veí de Solivella a rebre classes del que aleshores era rector d'aquesta vila, i abans de Belltall, mossèn Dalmau Llebaria i Torné, assassinat el 1936. Recordava amb emoció com en certa ocasió, i de retorn a Belltall, un cotxe majestuós es va aturar, el va recollir i el va deixar a casa. Aquests estudis el van preparar per ingressar el 1925 en el Seminari Conciliar de Tarragona mogut per una vocació que en aquells moments li devia semblar prou ferma.
Va ser en aquest centre religiós on va cursar els estudis de batxiller, però on també va descobrir que no havia estat cridat pel sacerdoci. Va deixar el Seminari el 1931, continuant, des de llavors, els seus estudis per lliure. El febrer del 1932 es va examinar de batxiller a l'Institut de Tarragona amb excel·lents qualificacions i va aconseguir l'accés a la Universitat.
Establert a Barcelona aquest mateix 1932, comença els seus estudis de Filosofia i Lletres, secció Filologia Clàssica, a la Universitat Central de Barcelona. Un del seus mestres en els anys anteriors a la Guerra Civil fou Carles Riba, l'escriptor i poeta, de qui va copsar tota la seva vàlua intel·lectual i humana. És en aquesta època quan desenvolupa l'única activitat política coneguda, en ser destacat dirigent de la FNEC (Federació Nacional d'Estudiants de Catalunya). L'esclat de la guerra li produí tal impressió que la seva activitat en aquest camp va ser molt efímera. Va participar en la batalla del Segre (novembre del 1938) on va ser fet presoner i reclòs en un camp de concentració d'on no va ser alliberat fins a l'agost del 1939.
Va reprendre i acabar poc després la carrera amb la qualificació de Premio Extraordinario (1940). El 1941 va accedir a una càtedra de grec en el «Instituto Alfonso X el Sabio» de Murcia. En aquesta ciutat va exercir fins al 1943 en el qual aconseguí el trasllat a l'Institut Verdaguer de Barcelona. En les seves classes alternava els ensenyaments de gramàtica, vocabulari, sintaxi i etimologia amb la lectura de narracions d'autors. Invitava a reflexionar sobre les situacions que vivien els clàssics comparant-les amb les de l'època. El 1970 en va ser nomenat director. En aquest centre va exercir la major part de la seva tasca docent fins a les mateixes vigílies del seu traspàs el 1974. També, i entre 1962 i 1969, va impartir classes de llengua i literatura gregues a la Facultat de Lletres de la Universitat de Barcelona.
El 1941 va signar el seu primer contracte amb l'editor Antoni Bosch per la publicació del primer dels seus llibres dedicats a l'ensenyament de la llengua i literatura gregues. Era la Gramática Griega de què s'han arribat a fer 37 edicions, fins i tot després de la seva mort. Segons paraules del mateix autor en el pròleg de la 1a edició (1942), era destinada «a los estudiantes de griego del Bachillerato y en general a todos los estudiosos de la lengua helénica». A aquest primer llibre el van seguir amb el mateix propòsit Αθηνα, Helade I, Helade II, Ilion, Athena I i Athena II. També amb l'editor Bosch i formant part de la «Colección de Textos Clásicos Griegos», va traduir i comentar al castellà texts de Plató, Xenofont, Herodot, Homer, Plutarc i Sant Joan Crisóstom.
En paral·lel a l'exercici de la seva càtedra, va formar part del Consell Directiu de la Fundació Bernat Metge, l'emèrita institució creada per Francesc Cambó amb el propòsit de traduir les grans obres dels clàssics al català. Del grec clàssic va traduir la Historia de la Guerra del Peloponès de Tucídides (1953-1970), incomplerta, de la qual va arribar a publicar 5 volums del total de 8 que constitueix l'obra original. Va ser un treball de què se sentia molt satisfet.
A partir de 1959 va compaginar la seva tasca docent amb col·laboracions a l'Editorial Vergara de Barcelona. Aquí va conèixer i fer amistat amb Josep Maria Boix i Selva i amb Edmon Vallès i Perdrix. A Vergara va traduir del grec clàssic al català Dafnis & Cloe de Longus (1963) i del grec modern al catalá Alexis Zorbas de Nikos Kazantzakis (1965). En aquesta mateixa editorial va dirigir el Diccionario Enciclopédico Vergara (1960) i la Enciclopedia Vergara, de 6 toms (1965).
Cal esmentar també la traducció d'obres de temàtiques diverses de l'anglès al castellà. D'economia, com ara Estructura de la Industria Americana (Ariel,1956), La Intervención Pública en la Empresa (Bosch,1961) i El Capitalismo Americano (Ariel, 1968). Novel·les d'ambient històric com ara Nerón, su Vida y su Época (1956) i Cleopatra, su Vida y su Época (1957), publicades per Vergara. Així mateix obres d'interès artístic com ara Tesoros del Rijskmuseum de Amsterdam (1969), també de Vergara.
Malalt de certa consideració a partir de 1972, a final de 1973 va patir el dolorós tràngol de la mort de la seva esposa, Carme Villaseca Fabregat, amb qui havia tingut tres fills. Aquest fet va precipitar el seu traspàs, esdevingut a Barcelona el 6 de gener de 1974.

## Obra
L'any que figura al costat del títol correspon al de la primera edició

### Obra pròpia
- Gramática griega (1942).
- ΑΘΗΝΑ Ejercicios de Griego (1943).
- Hélade I i Hélade II (1954): Ejercicios de Griego, morfología
- Colección de textos clásicos griegos (1960).
- Diccionario enciclopédico Vergara (1960)
- Atenea I i Atenea II (1961): Método de Griego.
- Ilión (antología de la Iliada) (1963).
- Gran Enciclopedia Vergara, 6 toms (1965)

### Traduccions
- HISTORIA DE LA GUERRA DEL PELOPONÈS, 5 volums (1953)
- ESTRUCTURA DE LA INDUSTRIA AMERICANA (1956)
- NERÓN, SU VIDA Y SU ÉPOCA (1956)
- CLEOPATRA, SU VIDA Y SU ÉPOCA (1957)
- LA INTERVENCIÓN PÚBLICA EN LA EMPRESA (1961)
- DAFNIS y CLOE (1963)
- ALEXIS ZORBAS (1965)
- EL CAPITALISMO AMERICANO (1968)
- TESOROS DEL RIJSKMUSEUM DE AMSTERDAM (1969)

## Galeria

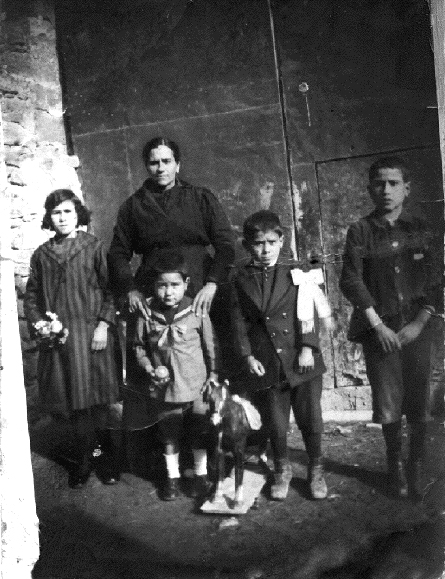
Amb la seva mare Antònia i 3 dels seus 5 germans. Jaume és el segon per la dreta (c.1922).
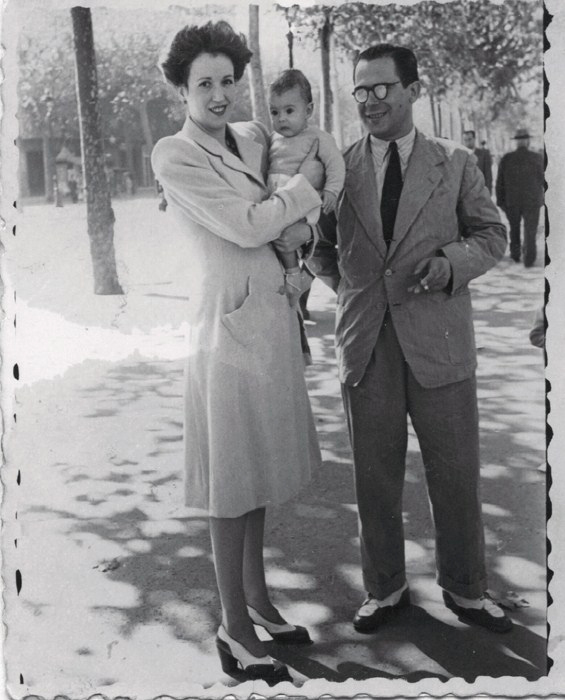
Amb la seva esposa, Carme Villaseca Fabregat i llur primer fill (1945)
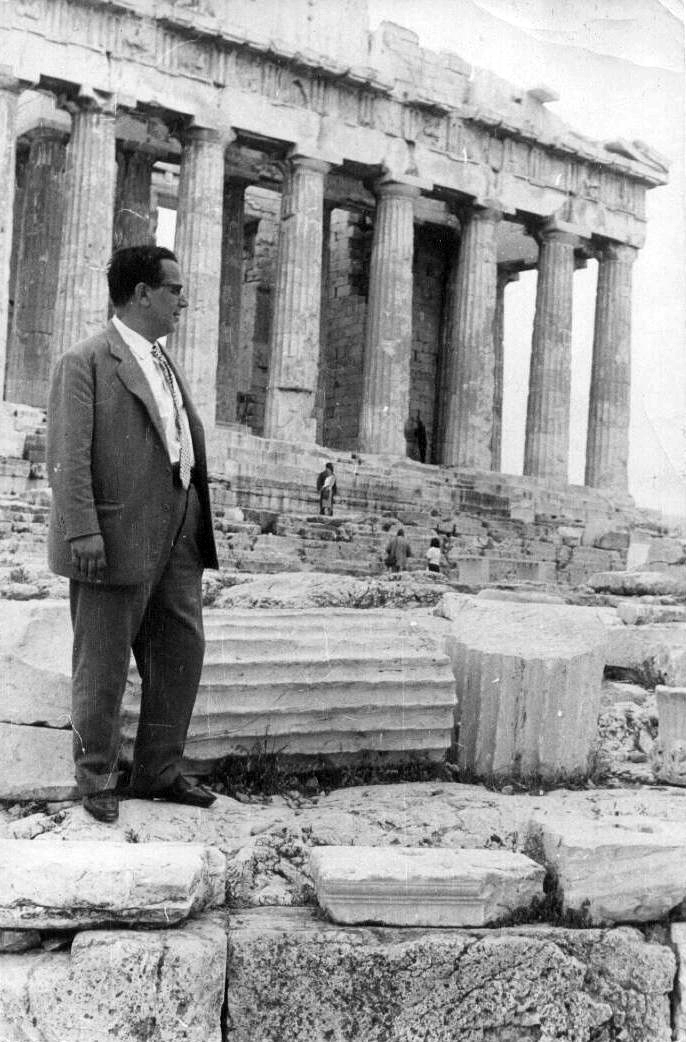
Davant del Partenó d'Atenes (1964)
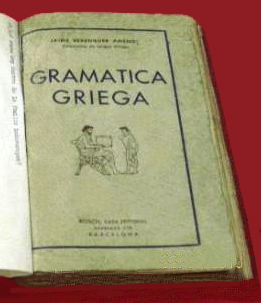
Primera edició de la Gramática Griega (1942)
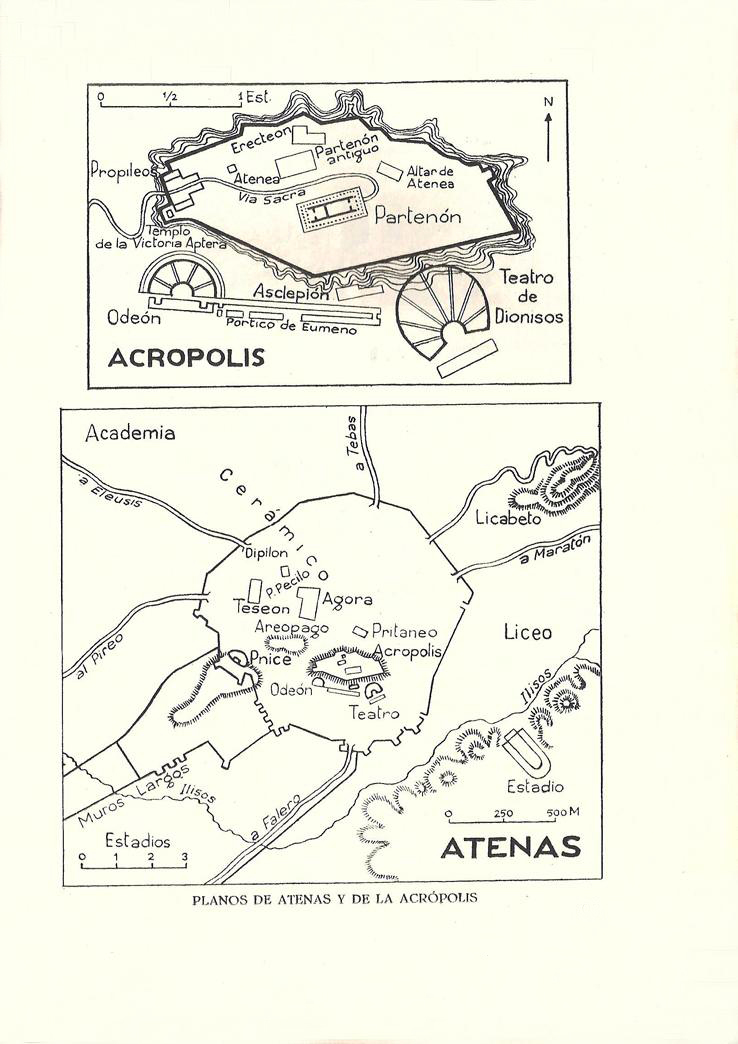
Dibuixos de Jaume Berenguer
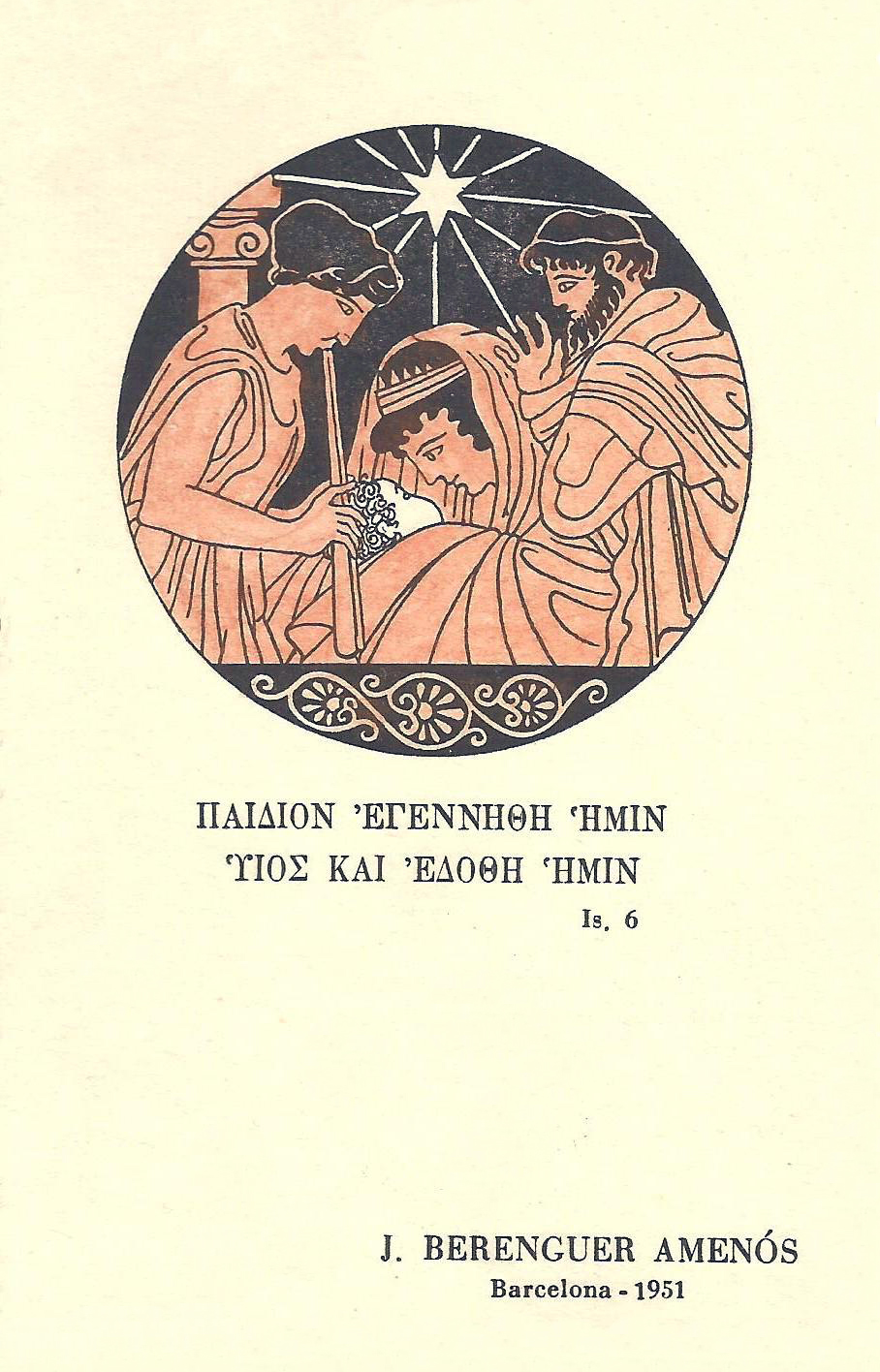
Nadala dibuixada per Berenguer, inspirada en motius hel·lènics (1951)